# Överbestämning
Överbestämning används inom geodetisk mätning för att hitta felaktiga mätvärden och för medelvärdesbildning, det vill säga att man räknar fram medelvärden på punktens koordinater.  Det man gör är att man mäter fler värden än vad som är absolut nödvändigt för att kunna räkna ut något.  Motsatsen till överbestämd mätning är enkel mätning.

## Överbestämning
För att beräkna en punkts läge, det vill säga två obekanta värden, norrut och österut, behövs minst två värden, till exempel en vinkel och en längd, mätta från två intilliggande punkter.  För att under beräkningarnas gång kunna hitta eventuella fel i mätningarna vill man gärna ha fler mätvärden.  Om man till exempel mot en punkt har bäringar mätta från fyra punkter, när bara bäringar från två punkter behövs, säger man att man har två överbestämningar av den punkten.  Om något värde skiljer sig från de andra kan man helt bortse från det eller ge det mindre vikt när man beräknar ett medelvärde.  Punkterna blir alltså statistiskt sett noggrannare bestämda.

## Kontrollerbarhetstal
Kontrollerbarhetstal, k-tal, är ett näraliggande begrepp som beskriver hur många överbestämningar man i genomsnitt kan göra i någon form av nät och alltså hur noga man kan kontrollera mätningarna i det samt även ger en fingervisning om noggrannheten.  k-tal används dels för planering av geometrin i stomnät och dels för uppföljning av mätningar.  Noggrannheten påverkas dock även av noggrannheten i de individuella mätningarna och noggrannheten i koordinaterna på de kända punkter man utgår ifrån.
Ett k-tal, k, är helt enkelt antalet överbestämningar, ö, genom antalet mätningar, n.
{\displaystyle k={\frac {\ddot {o}}{n}}}